# Submarin clasa Typhoon

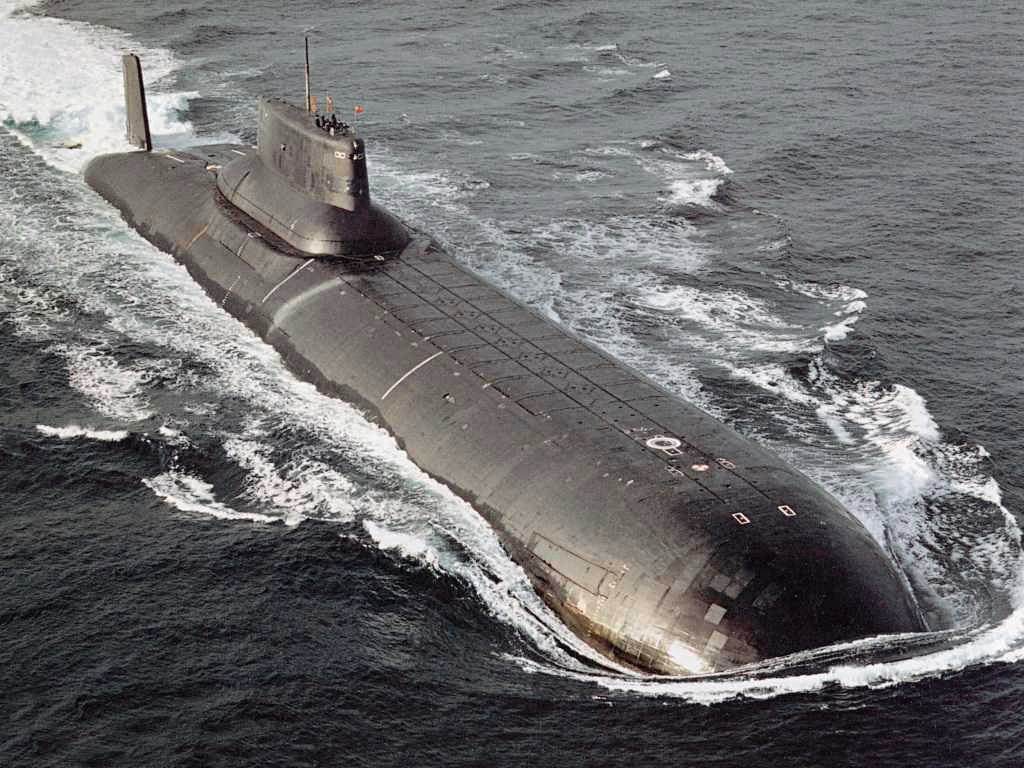
Submarin clasa Typhoon

Clasa Typhoon (denumirea sovietică: 941 Akula) este un tip de submarin cu Propulsie nucleară, purtător de rachete balistice intercontinentale, care a fost introdus în Marina sovietică în anii 1980. Cu un deplasament maxim de 26,000 de tone, este cea mai mare clasă de submarine construită vreodată.